# デヴィルズバッグ
デヴィルズバッグ（Devil's Bag、1981年 - 2005年）は、アメリカ合衆国のサラブレッドの競走馬、および種牡馬。2歳時に無敗の5連勝を飾り、1983年のエクリプス賞最優秀2歳牡馬を受賞したが、翌年怪我により早期に引退した。種牡馬としても実績を残し、タイキシャトルなどの父となった。

## 経歴

### 出生
エドワード・プランケット・テイラーの所有するウインドフィールズファームメリーランド支場で、1981年に生まれたサラブレッドの牡馬である。父ヘイロー、母バラッドとの間に生まれた馬で、全姉にグローリアスソング、全弟にセイントバラードなどがいる。
デヴィルズバッグは1歳のときにキーンランドのジュライセレクトセールに出品され、325000ドルでジェームズ・P・ミルズの率いるヒッコリーツリーステーブルに購入された。デヴィルズバッグはヒッコリーツリーステーブル名義で登録され、ウッディ・スティーヴンス調教師のもとで競走馬としての訓練を積んだ。

### 2歳時（1983年）
スティーヴンス調教師はデヴィルズバッグの才能に感じ入り、2歳時は冬頃からフロリダ州で長らく調教を重ね、初戦として迎えたのは8月20日の未勝利戦（サラトガ競馬場・ダート6ハロン）であった。9頭立てで行われたこの競走において、デヴィルズバッグは後続を7馬身半も突き放す圧勝で初勝利を挙げた。スティーヴンスはこの勝利後、「あれの走りを見たか？ あれはランナーだ。怪物の類いだ」と喜びを語っている。このとき騎乗していたエディ・メイプルは以後もほとんどの競走でデヴィルズバッグの鞍上を務めている。
同年、デヴィルズバッグは負け知らずの5連勝を記録した。その競走内容も濃く、2戦目の一般競走（ベルモントパーク競馬場・ダート6ハロン）では5馬身1/4差の勝利、また3戦目のカウディンステークス（G2・ベルモントパーク・ダート7ハロン）で記録した1分21秒40のタイムは当時のベルモントパークのダート7ハロン（約1408メートル）でのトラックレコード、さらに翌戦シャンペンステークス（G1・ベルモントパーク・ダート8ハロン）では1976年にシアトルスルーが記録していた同競馬場ダート8ハロンのトラックレコードを塗り替えた。
さらに同年最終戦のローレルフューチュリティにおいてもローレルパーク競馬場ダート8.5ハロンで1分42秒20のタイムを叩きだし、スペクタキュラービッドの保持していたトラックレコードを塗り替えた。全競走で27馬身、平均して5馬身半の差を付けており、その世代において圧倒的な力を持っていることを示し続けた。本来は同年の最終戦として11月12日のレムゼンステークスへ登録されていたが、挫石のため出走を取りやめ、翌年までの休養に入った。
その後12月20日、クレイボーンファーム総帥のセス・ハンコックはデヴィルズバッグに対する、1株100万ドル、合計3600万ドルの種牡馬シンジケートを結成したことを発表した。この金額は2歳馬にかけられたものとしては史上最高額のもので、アメリカの全競走馬においても歴代3位という大規模なものであった。また、ハンコックは同馬を3歳シーズン終了後にクレイボーンファームへと引退させること予定を語り、種付け初年度（1985年）の種付け料を100万ドルにするとも宣言した。
後にエクリプス賞表彰において、デヴィルズバッグは1983年の最優秀2歳牡馬に選出された。この時点でデヴィルズバッグの評価は最大級のものになっており、「セクレタリアト以来最高の2歳馬」「セクレタリアトの再来」などとの評価を得て、アメリカクラシック三冠も確実視されていた。

### 3歳時（1984年）
1984年はフロリダで行われる3歳戦から始動し、2月20日のハイアリアパーク競馬場で行われたフラミンゴプレップステークス（ダート7ハロン）において7馬身差の圧勝で年初を飾った。翌戦にフロリダ路線における最大の前哨戦である3月3日のフラミンゴステークス（G1・ハイアリアパーク・ダート9ハロン）に出走、32,240人の観衆が詰めかける中で断然の1番人気に推されたが、超ハイペースのなか強引に前に行く競馬が祟ってずるずると後退、勝ち馬タイムフォーアチェンジから7馬身差の4着に沈み、初の敗北を喫してしまった。鞍上を務めたメイプルは「何が起こったのかわからない」と語り、またスポーツ・イラストレイテッド誌の記者ウィリアム・ナックは3月12日の同誌において「近年の競馬における、1973年のセクレタリアトのそれ以来の衝撃的な事件であった」と評している。
初の敗戦後、デヴィルズバッグはその後アケダクト競馬場のゴーサムステークスに登録していたが、馬場状態の悪さを理由にこれを回避、その先4月19日のキーンランド競馬場で行われたフォアランナーパース（ダート7ハロン）に出走してこれを15馬身差で圧勝、依然として力のあるところを見せつけた。さらに、4月28日のチャーチルダウンズ競馬場のダービートライアルステークス（ダート8ハロン）でも2着馬ビロクシインディアンに2馬身1/4差をつけて快勝している。
しかし、ケンタッキーダービーを4日後に控えた5月1日にスティーヴンスはダービーの回避を発表し、プリークネスステークスより本戦に加わるとした。ダービーには同厩舎のスウェイルが参戦し、これに勝利している。その後、デヴィルズバッグの右前脚の膝に亀裂が入っていることが発見され、これによってクラシック出走を目前としながら引退が決定した。

## 引退後
引退後は予定通りクレイボーンファームでの種牡馬となり、生涯で45頭以上のステークス競走勝ち馬を輩出した。コンスタントに良績を残したものの、大きすぎる期待にそぐうほどのものを出すことはなかった。アメリカ国内における代表産駒として名の挙がる馬にデヴィルヒズデュー（Devil His Due 1989年生、牡馬）がおり、サバーバンハンデキャップやガルフストリームパークハンデキャップなどハンデキャップ競走路線で活躍、G1競走4勝を挙げた。
国外での活躍馬の代表として、日本で競走馬となったタイキシャトル（1994年生、牡馬）がいる。同馬は日本国内でマイルチャンピオンシップ連覇などの実績を重ね、さらにフランスに遠征してジャック・ル・マロワ賞に優勝、1998年の年度代表馬に選出された。
このほかでは、アイルランドとアメリカの2か国で競走生活を送ったトワイライトアジェンダ（Twilight Agenda 1986年生、牡馬）、サンタモニカハンデキャップなどに勝ったデヴィルズオーキッド（Devil's Orchid 1987年生、牝馬）、ガゼルハンデキャップなどに優勝したバイザスポーツ（Buy the Sport 2000年生、牝馬）などがいる。
後継の種牡馬も多く、その血統は現在も各地に広まっている。前述のデヴィルヒズデューやタイキシャトルのほか、戦績こそG2勝ちどまりながら種牡馬として重賞勝ち馬を輩出したディアブロ（Diablo 1987年生、牡馬）などもいる。
ブルードメアサイアーとしては、2016年の菊花賞と有馬記念を制したサトノダイヤモンド（2013年生、牡馬）の母父でありかつ1998年のG1モルニ賞を制したオーペン(Orpen 1994年生、牡馬）がいる。
2005年2月3日の早朝にデヴィルズバッグは馬房内で右後脚を骨折、このため安楽死の処置がとられた。24歳であった。遺骸は牧場内のマーチモント墓地に埋葬された。

## 評価

### 主な勝鞍
1983年（2歳） 5戦5勝
カウディンステークス (G2)、シャンペンステークス (G1)、ローレルフューチュリティ (G1)
1984年（3歳） 4戦3勝
フォアランナーパース、ダービートライアルステークス

### 年度代表馬
- 1983年 - エクリプス賞最優秀2歳牡馬[1]

### 表彰
- ローレルパーク競馬場に、同馬の名を冠した「デヴィルズバッグステークス」が創設される[1]。

## 血統表
| デヴィルズバッグの血統          | デヴィルズバッグの血統                                                   | デヴィルズバッグの血統                                                   | （血統表の出典）                                                         | （血統表の出典） |
| 父系                            | ヘイロー系                                                               | ヘイロー系                                                               | ヘイロー系                                                               | [ § 2 ]          |
| 父 Halo 1969 青毛 アメリカ      | 父の父Hail to Reason 1958 青鹿毛 アメリカ                                | Turn-to                                                                  | Royal Charger                                                            | Royal Charger    |
| 父 Halo 1969 青毛 アメリカ      | 父の父Hail to Reason 1958 青鹿毛 アメリカ                                | Turn-to                                                                  | Source Sucree                                                            |                  |
| 父 Halo 1969 青毛 アメリカ      | 父の父Hail to Reason 1958 青鹿毛 アメリカ                                | Nothirdchance                                                            | Blue Swords                                                              | Blue Swords      |
| 父 Halo 1969 青毛 アメリカ      | 父の父Hail to Reason 1958 青鹿毛 アメリカ                                | Nothirdchance                                                            | Galla Colors                                                             |                  |
| 父 Halo 1969 青毛 アメリカ      | 父の母Cosmah 1953 鹿毛 アメリカ                                          | Cosmic Bomb                                                              | Pharamond                                                                | Pharamond        |
| 父 Halo 1969 青毛 アメリカ      | 父の母Cosmah 1953 鹿毛 アメリカ                                          | Cosmic Bomb                                                              | Banish Fear                                                              |                  |
| 父 Halo 1969 青毛 アメリカ      | 父の母Cosmah 1953 鹿毛 アメリカ                                          | Almahmoud                                                                | Mahmoud                                                                  | Mahmoud          |
| 父 Halo 1969 青毛 アメリカ      | 父の母Cosmah 1953 鹿毛 アメリカ                                          | Almahmoud                                                                | Arbitrator                                                               |                  |
| 母 Ballade 1972 黒鹿毛 アメリカ | 母の父Herbager 1956 鹿毛 フランス                                        | Vandale                                                                  | Plassy                                                                   | Plassy           |
| 母 Ballade 1972 黒鹿毛 アメリカ | 母の父Herbager 1956 鹿毛 フランス                                        | Vandale                                                                  | Vanille                                                                  |                  |
| 母 Ballade 1972 黒鹿毛 アメリカ | 母の父Herbager 1956 鹿毛 フランス                                        | Flagette                                                                 | Escamillo                                                                | Escamillo        |
| 母 Ballade 1972 黒鹿毛 アメリカ | 母の父Herbager 1956 鹿毛 フランス                                        | Flagette                                                                 | Fidgette                                                                 |                  |
| 母 Ballade 1972 黒鹿毛 アメリカ | 母の母Miss Swapsco 1965 黒鹿毛 アメリカ                                  | Cohoes                                                                   | Mahmoud                                                                  | Mahmoud          |
| 母 Ballade 1972 黒鹿毛 アメリカ | 母の母Miss Swapsco 1965 黒鹿毛 アメリカ                                  | Cohoes                                                                   | Belle of Troy                                                            |                  |
| 母 Ballade 1972 黒鹿毛 アメリカ | 母の母Miss Swapsco 1965 黒鹿毛 アメリカ                                  | Soaring                                                                  | Swaps                                                                    | Swaps            |
| 母 Ballade 1972 黒鹿毛 アメリカ | 母の母Miss Swapsco 1965 黒鹿毛 アメリカ                                  | Soaring                                                                  | Skylarking                                                               |                  |
| 母系(F-No.)                     | (FN:12-c)                                                                | (FN:12-c)                                                                | (FN:12-c)                                                                | [ § 3 ]          |
| 5代内の近親交配                 | Mahmoud 4x4=12.50%、 Blue Larkspur 5x5x5=9.38%、 Firdaussi 母内5x5=6.25% | Mahmoud 4x4=12.50%、 Blue Larkspur 5x5x5=9.38%、 Firdaussi 母内5x5=6.25% | Mahmoud 4x4=12.50%、 Blue Larkspur 5x5x5=9.38%、 Firdaussi 母内5x5=6.25% | [ § 4 ]          |
| 出典                            | 1. 2. 3. 4.                                                              | 1. 2. 3. 4.                                                              | 1. 2. 3. 4.                                                              | 1. 2. 3. 4.      |

母バラッドは現役時代に8戦2勝と、競走馬としての実績はなかったが、繁殖牝馬としてデヴィルズバッグなどステークス競走勝ち馬4頭を出した名牝であった。1994年7月22日にブルックデールファームにて老衰のため安楽死処分された。
バラッドの代表産駒といえるものがデヴィルズバッグの全姉弟たちであるが、このほかで特筆できる産駒にエンジェリックソング（Angelic Song 1988年生、牝馬）がいる。同馬は未出走ながらも、繁殖牝馬としてハリウッドターフカップステークス勝ち馬のスライゴベイ（Sligo bay 1998年生、牡馬）や、日本でクイーン賞などに勝ったレディバラード（1997年生、牝馬）などを出している。